# Armando Manzo
Armando Manzo Ponce (Mexikóváros, 1958. október 16. – ) mexikói válogatott labdarúgó. 

## Pályafutása

### Klubcsapatban
1978-ban a Tampico Madero csapatában kezdte a pályafutását. 1979-ben a Club América szerződtette, melynek tagjaként három bajnoki címet szerzett. 1987 és 1988 között a Club Necaxa, 1988 és 1989 között a Cobras de Querétaro játékosa volt. 1989-től 1991-ig a Monterrey együttesét erősítette.

### A válogatottban
1980 és 1986 között 38 alkalommal szerepelt az mexikói válogatottban és 1 gólt szerzett. Részt vett az 1986-os világbajnokságon.

## Sikerei, díjai
Club América
- Mexikói bajnok (3): 1983–84, 1985, Prode 1985